# 레커스 (영화)
《레커스》(영어: Wreckers)는 2011년 공개된 영국의 드라마 영화이다.

## 줄거리
결혼한 부부 데이비드와 던은 데이비드의 고향 마을로 돌아와 집을 수리하며 아이를 갖기 위해 노력한다. 그러던 중 수년 간 연락이 없던 데이비드의 동생 닉이 군에서 돌아와 그들을 방문하고, 이들의 불우했던 어린 시절의 비밀들이 서서히 드러나기 시작한다.
데이비드와 닉, 그리고 던은 어린 시절 이웃이었던 게리와 샤론을 만나 옛 추억을 떠올리며, 던은 데이비드와 닉에 대한 예상치 못한 사실들을 알게 된다. 또한, 과거 교사로부터 그들의 아버지가 폭력적이었다는 사실도 알게 된다. 전쟁 경험으로 불안정한 모습을 보이는 닉에게 던은 위로를 건네지만, 데이비드는 닉을 돌보는 것에 지쳐 그를 포기하려 하고, 던과 닉 사이의 가까워지는 모습에 질투심을 느낀다. 닉의 정신적인 문제는 점점 심각해지고, 결국 그는 다시 군으로 돌아가기로 한다.
한편, 교회 성가대에서 게리와 가까워진 던은 그와 몰래 만나고, 닉과 샤론이 성관계를 하는 장면을 목격한다. 교회 행사 후 게리가 던에게 키스하려 하지만 거절당한다. 아이를 가질 수 없다는 데이비드의 고백에 던은 큰 충격을 받고, 둘은 다투게 된다. 데이비드는 던이 자신을 떠날까 봐 두려워한다.
다음 날 아침, 게리가 던을 찾아오고, 결국 둘은 성관계를 갖는다. 죄책감에 시달리던 던에게 데이비드는 사과하고, 서로 화해하며 데이비드는 던이 얼마나 아이를 원하는지 깨닫고 그녀의 행복을 빌어준다. 닉이 떠나기 전 바비큐 파티에서 데이비드와 닉, 게리는 다시 싸우고 어린 시절의 문제가 다시 드러난다. 닉이 떠난 후, 데이비드는 닉이 탈영했다는 소식을 듣는다. 던은 닉을 찾아 어린 시절 집으로 가고, 힘들어하는 닉을 만난다. 닉은 데이비드가 아버지의 학대 속에서 자신을 돌봤지만, 일종의 소유욕을 보였고, 던에게 데이비드가 자신을 사랑하지만 동시에 미워한다고 말한다. 던은 닉에게 그의 형을 진정으로 사랑한다면 떠나달라고 부탁한다.
그날 밤, 던은 닉에게 돈을 주기 위해 옛집으로 돌아가지만, 닉은 떠나고 없다. 집으로 돌아온 던은 임신으로 쓰러져 병원에 입원하고, 그녀의 곁을 지키는 데이비드는 과거의 잘못과 비밀을 숨긴 것에 대해 후회한다. 그는 던에게 아이를 가지라고 말하며, 아이가 자신의 아이가 아닐 수도 있다는 것을 짐작하며 자신의 한계를 인정한다.
시간이 흘러, 부부는 아들과 함께 행복한 가정을 이루고, 데이비드는 그 아이를 자신의 아이처럼 키운다. 공원에서 게리와 샤론을 우연히 만난 자리에서 데이비드는 게리가 아이를 안고 있는 모습을 보며 아이가 자신의 아이라는 사실을 깨닫지만, 아무 말 없이 아이를 더 꽉 안으며 걸어간다.

## 출연

### 주연
- 베네딕트 컴버배치
- 클레어 포이
- 숀 에반스

### 조연
- 피터 맥도널드
- 시네드 매튜스
- 준 왓슨
- 니콜라 그린
- 조지 스미스
- 에드워드 해리슨

## 기타
- 조감독: 사무엘 도노반
- 미술: 레베카 레인포드
- 분장: 테리 갈라티
- 분장: 모니카 맥도널드
- 의상: 레베카 고어
- 섭외: 클로이 에머슨